# ISO 3534
Le norme della serie ISO 3534 sono norme terminologiche sviluppate dall'ISO riguardanti la statistica. In particolare, le prime due parti forniscono la terminologia di base riguardante la probabilità e la statistica applicata, mentre la terza norma specifica la terminologia per la pianificazione degli esperimenti (in lingua inglese: Design of Experiment, DoE).

## Elenco delle norme della serie ISO 3534
- ISO 3534-1:2006, Statistics -- Vocabulary and symbols -- Part 1: General statistical terms and terms used in probability
- ISO 3534-2:2006, Statistics -- Vocabulary and symbols -- Part 2: Applied statistics
- ISO 3534-3:1999, Statistics -- Vocabulary and symbols -- Part 3: Design of experiments

## Traduzioni UNI in lingua italiana
Delle prime due parti esiste una versione in lingua italiana, curata dall'UNI, ma sulla base di versioni ISO ormai obsolete:
- Norma UNI ISO 3534-1:2000, Statistica - Vocabolario e simboli - Probabilità e termini statistici generali. Codice ICS : 01.040.03 03.120.30. Sommario : La norma definisce i termini relativi alla teoria della probabilità ed i termini di statistica generale. Inoltre, per un numero di tali termini ne stabilisce anche i relativi simboli. Data di entrata in vigore : 29 febbraio 2000
- Norma UNI ISO 3534-2:2000 - Codice ICS : 01.040.03. Statistica - Vocabolario e simboli - Controllo statistico della qualità. Sommario : La norma definisce i termini relativi al controllo statistico della qualità da utilizzare nella redazione di altre norme. Essa è divisa nelle tre sezioni seguenti: - termini statistici generali e termini relativi al controllo della qualità; - termini relativi al campionamento ed al campionamento per l'accettazione; - termini relativi alle misure del processo. Data di entrata in vigore : 29 febbraio 2000

Le edizioni UNI delle prime due parti, risalenti al 2000, sono poste a revisione ed è in corso la traduzione in lingua italiana delle due norme ISO 3534-1 e 3534-2 in modo da sostituire le edizioni precedenti nel corso del 2009 in edizioni nelle quali è presente anche la versione in lingua inglese. È prevista da parte dell'UNI anche la traduzione italiana della terza parte, dopo che nel 2009 è terminati il processo di revisione della norma ISO 3534-3 che dovrebbe essere entro il 2009; anche per la UNI ISO 3534-3 è prevista l'adozione con traduzione.